# Brane Eržen
Brane Eržen, slovenski politik, poslanec in elektrikar, * 20. april 1954.

## Življenjepis
Leta 1992 je bil izvoljen v 1. državni zbor Republike Slovenije; v tem mandatu je bil član naslednjih delovnih teles:
- Komisija za peticije (predsednik),
- Preiskovalna komisija o domnevnem škodljivem, nedopustnem in nezakonitem ter neustavnem delovanju in poslovanju Izvršnega sveta Skupščine mesta Ljubljana, izvršnih svetov Skupščin občin Postojna, Trbovlje in Izola ter vseh tistih izvršnih svetov skupščin občin, pri katerih delovanju so bile s strani Službe družbenega knjigovodstva ali drugih pristojnih državnih organov ugotovljene nepravilnosti in nezakonitosti, ter o sumu zlorabe pooblastil nekaterih javnih funkcionarjev in drugih tovrstnih nepravilnosti (namestnik predsednika),
- Mandatno-imunitetna komisija,
- Komisija za narodni skupnosti,
- Odbor za kmetijstvo in gozdarstvo,
- Odbor za infrastrukturo in okolje,
- Odbor za mednarodne odnose in
- Preiskovalna komisija za parlamentarno preiskavo o vpletenosti in odgovornosti javnih funkcij v zvezi z najdbo orožja na mariborskem letališču.

Sprva je bil član poslanske skupine Slovenske nacionalne stranke, nato je bil med 21. januarjem 1993 in 20. februarjem 1995 član Samostojne poslanske skupine, do 1. decembra 1995 pa je bil neodvisni poslanec.